# جان توماس جونز
جان توماس جونز (انگلیسی: John Thomas Jones; ۱ ژانویهٔ ۱۷۸۳ – ۱ ژانویهٔ ۱۸۴۳) بازیکن کریکت، نظامی و مهندس اهل پادشاهی بریتانیای کبیر بود.